# Melonpan
Melonpan (メロンパン meronpan) (còn được gọi là bánh mì dưa lưới hoặc bánh ngọt dưa lưới, bánh dưa lưới) là một loại Bánh ngọt phổ biến từ Nhật Bản. Chúng được làm từ một loại bột được phủ trong một lớp bột bánh quy giòn. Ngoại hình của chúng giống như một quả dưa, chẳng hạn như dưa lưới (dưa đỏ). Chúng không có hương vị dưa truyền thống, nhưng trong thời gian gần đây, nó đã trở nên phổ biến đối với các nhà sản xuất để thêm dưa vào bánh mì dưa. Có nhiều biến thể khác nhau, bao gồm bánh melon với một ít sô cô la vụn giữa lớp bánh quy và lớp bột nhào được làm giàu, và các phiên bản không phải dưa có hương vị caramel, xi-rô phong, sô cô la, hoặc các hương vị khác, đôi khi với xi-rô, kem hoặc kem có hương vị, hoặc sữa trứng nhưng phổ biến nhất vẫn là kem custard dưa lưới. Trong trường hợp có các biến thể như vậy, tên có thể bỏ từ "dưa lưới hoặc có thể giữ nó mặc dù thiếu hương vị dưa ("pan dưa sô cô la").
Tên này có một từ nguyên học song ngữ, vì dưa là một từ mượn từ tiếng Anh, trong khi pan là từ tiếng Bồ Đào Nha cho bánh mì.
Ở các khu vực của vùng Kinki, Chūgoku và Shikoku, một biến thể với mô hình vạch phát xạ được gọi là "mặt trời mọc", và nhiều cư dân của các vùng này gọi cả chảo dưa chéo là "mặt trời mọc".

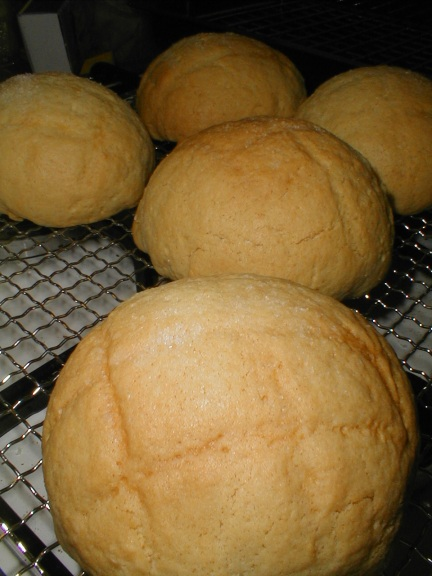
Bánh dưa lưới làm tại nhà
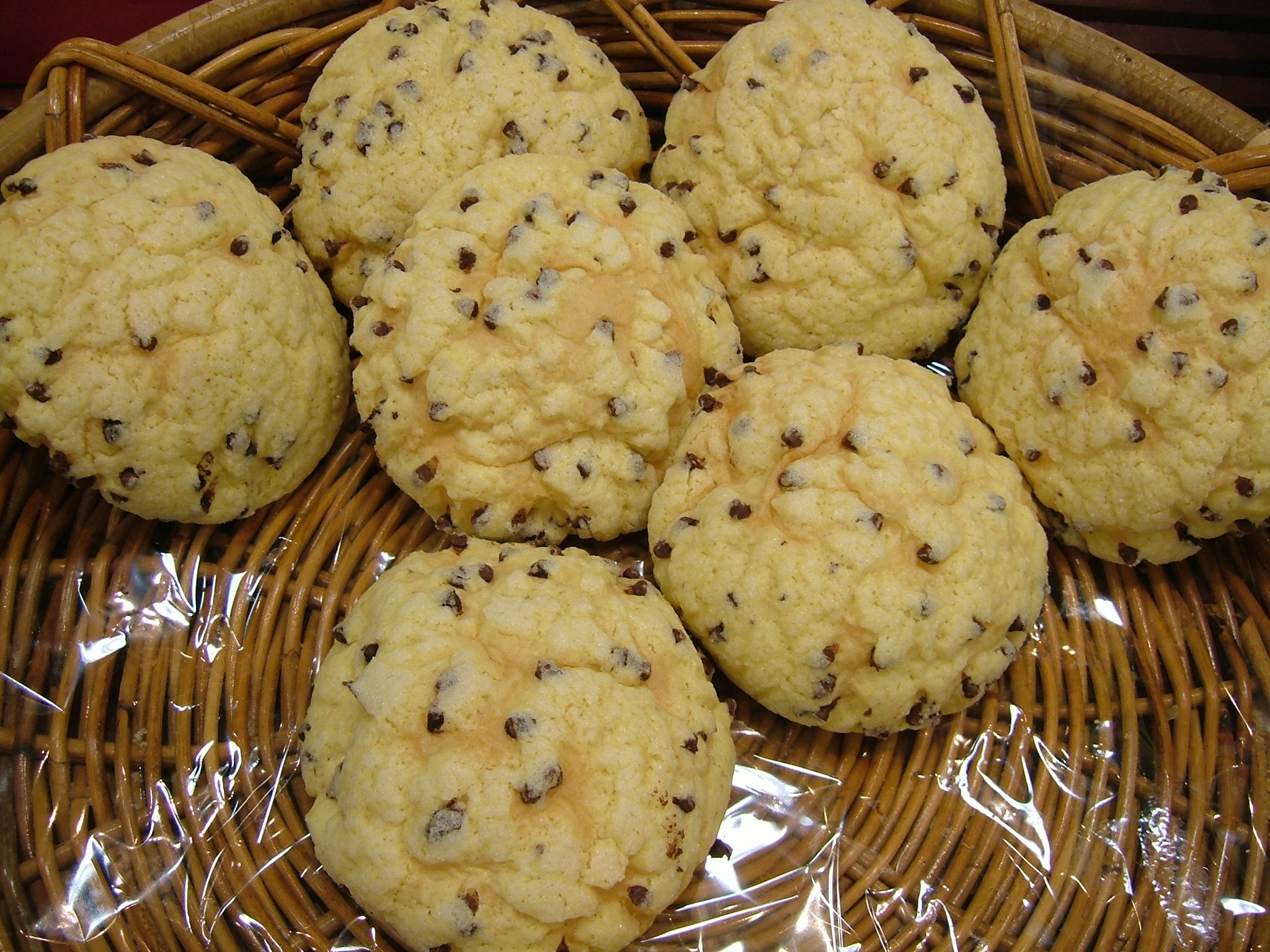
Giống dưa có chứa sô cô la vụn
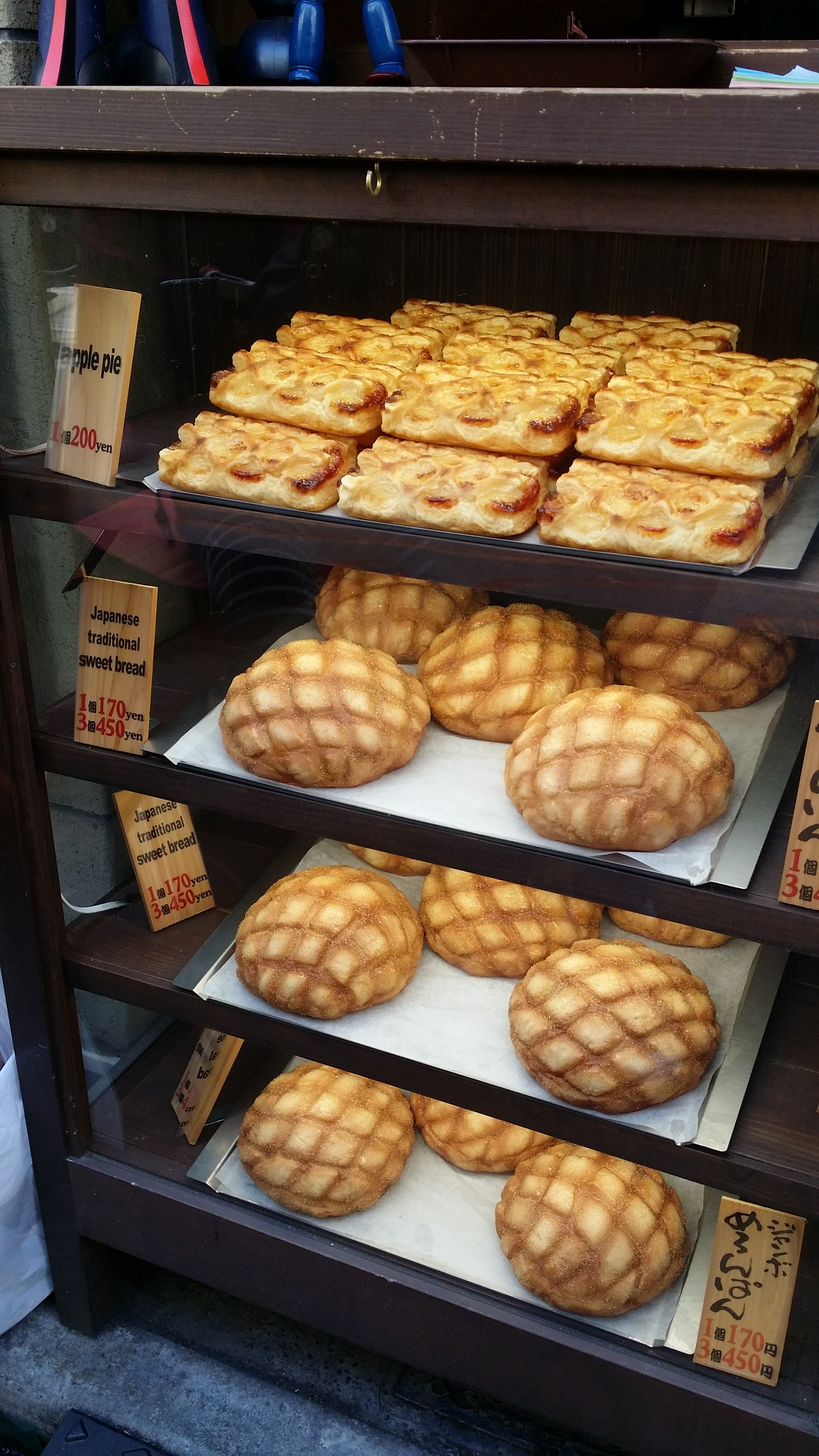
Melonpan lớn để bán ở Asakusa

## Lịch sử
Một thời gian sau năm 1917, Okura Kihachiro đã mang một thợ làm bánh người Armenia, Hovhannes (Ivan) Ghevenian Sagoyan đến Tokyo từ Cáp Nhĩ Tân. Sagoyan làm việc tại khách sạn Imperial ở Tokyo và phát minh ra melonpan .
Tại Hàn Quốc, soboro-ppang (소보로 빵), hoặc Gombo-ppang (곰보 빵), thường được dịch là bánh mì soboro , bánh ngọt soboro, soboro bun được coi là biến thể từ melon pan Nhật Bản với một lớp vỏ trên giống như streusel (thuật ngữ ám chỉ lớp hỗn hợp vụn thường là các loại hạt (nuts) trộn với bơ, và bột rồi rắc lên, khi nướng sẽ rất thơm) phổ biến ở Hàn Quốc. Bánh được làm từ bột mì, đường, trứng, bột năng và được nướng giòn với bề mặt sần sật bên trên. Từ "soboro" là một từ tiếng Nhật dùng để chỉ phần trên cùng của bánh mì, thường được làm với bơ đậu phộngnhư một thành phần chính. Soboro dùng để chỉ thịt hoặc cá được chiên và băm trong tiếng Nhật (そぼろ), giống như phần nhân trên bánh mì.

## Liên kết ngoại
- Công thức Melon Pan